# Просторы (Ульяновская область)
Просторы — посёлок в Мелекесского района Ульяновской области. Входит в состав Новосёлкинского сельского поселения.

## История
Основан в 1929 году, как № 5 отделение совхоза имени Крупской (ныне п. Новосёлки).
В 1986 г. указом ПВС РСФСР посёлок отделения № 5 совхоза имени Крупской переименован в Просторы.

## Население
| 2010 |
| ---- |
| 294  |

## Достопримечательности
- Участок ковыльной степи - ОППТ[4].